# Dinh van

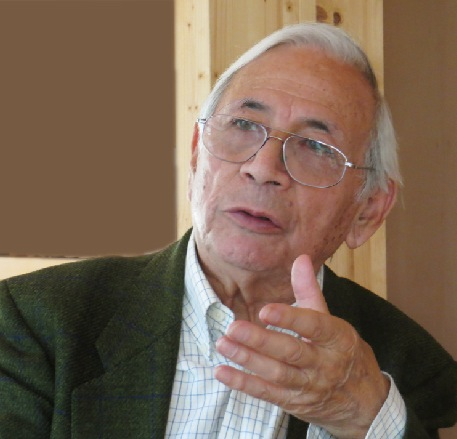
Jean Dinh Van

dinh van (1927-2022) là một nhãn hiệu trang sức cao cấp của Pháp.
Chủ sở hữu và cũng là người sáng tạo ra nhãn hiệu dinh van là Jean Dinh Van, một nhà tạo mẫu trang sức người Pháp có cha là người Việt, mẹ người Pháp. Trước khi bắt đầu sự nghiệp riêng, Jean Dinh Van đã từng cộng tác với nhiều nhà tạo mẫu danh tiếng khác, trong đó có Cartier. Năm 1960, Jean Dinh Van bắt đầu thực sự con đường của mình với mẫu nhẫn cùng hai viên ngọc trai đen và trắng nổi tiếng được bán bởi Pierre Cardin. Năm 1976, Jean Dinh Van mở cửa hiệu đầu tiên ở phố Paix, gần Quảng trường Vendôme, một trong những địa điểm bán đồ xa xỉ bậc nhất của Paris. Sau đó, tiếp tục thành công, Jean Dinh Van mở thêm nhiều cửa hàng khác ở Pháp cũng như ở nước ngoài. Hiện nay các sản phẩm dinh van được bán ở nhiều nước trên thế giới. Tại Paris, ngoài các của hàng của mình, trang sức dinh van còn được bày bán trong những cửa hàng sang kinh doanh xa xỉ phẩm lớn nhất như Le Bon Marché, Galeries Lafayette, Printemps...